# Skärgårdskyrkan Torhamn

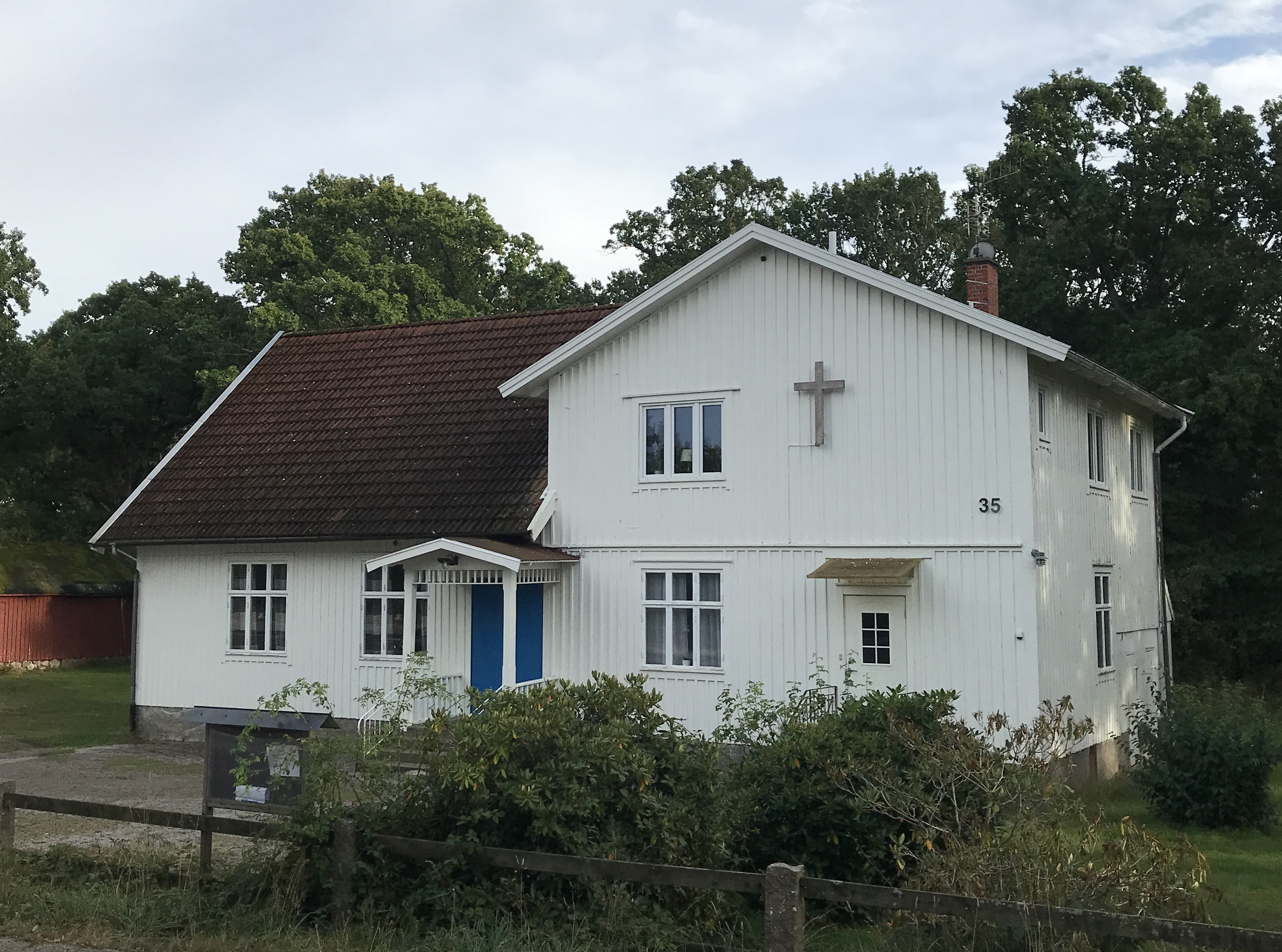
Skärgårdskyrkan i Torhamn med bostad på övervåningen.

Skärgårdskyrkan Torhamn är en pingstförsamling och en byggnad i Torhamn i Blekinge.

## Historia
Skärgårdskyrkan Torhamn leder sitt ursprung till Salemförsamlingen Möckleryd, namngiven efter en by i Torhamns socken. De första pingstmötena hölls i november 1924 under ledning av Filadelfiaförsamlingen i Karlskrona. Ett kapell byggdes i Ljungås öster om Möckleryd och invigdes 2 december 1928, och församlingen bildades formellt 27 februari 1929. Kapellet byggdes ut 1934.
Församlingen hade flera utposter; utposten i kyrkbyn Torhamn blev allt viktigare, vilket ledde till att ett kapell byggdes där, och invigdes 20 och 21 mars 1937. Församlingen hade nu två centra, och bytte namn till Salemförsamlingen Torhamn 1938, och senare till Torhamn Filadelfia. Medlemstalets toppnotering, 114 medlemmar, nåddes 1938.
Församlingen understödde från 1935 och in på 2000‑talet missionärer i Kongo, Tanzania, Liberia och Burundi.
Kapellet i Ljungås användes inte från 1990‑talet, och såldes 2016. Församlingen bytte namn från Torhamn Filadelfia till Skärgårdskyrkan Torhamn år 2015.